# Anthony B
Anthony B tillhör tredje generationens reggaemusiker från Jamaica. Han föddes 31 mars, 1976 med namnet Keith Blair.

## Biografi

### Uppväxt
Blair växte upp i förorten Clarks Town i nordvästra Trelawny. Hans familj var djupt religiös (hans mamma var sjundedagsadventist och mormodern tillhörde väckelsetraditionen. I sin ungdom var hans favoritmusiker reggaelegenderna Bob Marley, Peter Tosh, Bunny Wailer, Israel Viibration, U-Roy och andra legender från första generationens reggaesångare och toasters vilka alla har influerat Anthony B:s egen musikstil. 
Som tonåring vände sig Anthony B till Rastafarikulturen vilket inte uppskattades av hans familj. Han vägrade ge upp sin religion och sina dreadlocks och flyttade till sin moster i Portmore - en förort till Kingston. 

### Karriär
Anthony B:s musikaliska karriär startade på high school då han började som DJ. 1993 gick han ihop med Little Devon och gjorde sin debutsingel "The Living is Hard" vid skivbolaget Wizard. Anthony B hade svårt att hitta en producent som passade honom och hans musikstil men till slut gick han ihop med Richard "Bello" Bell och skapade hits såsom "Fire Pon Rome", "Raid Di Barn", "Rumour" och "Repentance Time".
"Fire Pon Rome" var en låt som uppmärksammades på den internationella reggaescenen. Med denna singel år 1996 gav dancehall-artisten Anthony B de fattiga och lågutbildade en röst, och texten var en knäpp på näsan på alla politiker som givit upp försöken att lyfta den stora oprivilegierade massan till en människovärdig nivå. Eftersom det var valår på Jamaica 1996, bannlystes låten snart genom ett politikerdirektiv till radiostationerna. Jamaica är en demokrati där majoriteten har liten eller ingen kunskap om hur statsmakterna fungerar, och politikernas något överilade agerande motiverades av det enkla faktum att massorna lyssnar mer på en reggaeartist än på en politiker.
Hans debutalbum Real Revolutionary blev mycket hyllat inom reggaevärlden. 1997 släppte Anthony B Universal Struggle och har sedan dess släppt flera album, vissa som samarbeten med artister som Wyclef Jean och Snoop Dogg.
På albumet "The Long Distance Runner" släppt av den svenska artisten Promoe finns låten "Justice" med Anthony B som gästartist, inspelad och mixad av Soundism. Anthony B har också Sverigekoppling genom sina singlar "Rasta Fi Lead Ya" respektive "Can't Stop Me", båda inspelade och mixade i Sverige av Soundism och utgivna av Hi-Score Music.
Anthony B turnerar ofta i Europa och USA och är känd för sina extremt intensiva och energiska uppträdanden. Han har spelat på Uppsala Reggaefestival 2005, 2007, 2010 och 2025.

## Diskografi

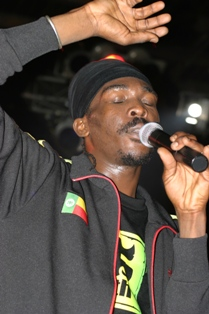
Anthony B 2005.

Studioalbum
- 2015 – Tears of Luv
- 2014 – Smoke Free
- 2013 – Tribute to Legends
- 2012 – Freedom Fighter
- 2009 – Confused Time
- 2009 – Rise Up
- 2008 – Life Over Death
- 2007 – Suffering Man - Greensleves
- 2006 – Gather and Come - Penitentiary
- 2006 – Suffering Man - Tad's Records
- 2006 – Judgement Time (remastered)
- 2005 – My Hope - AL.TA.FA.AN. / Minor 7 Flat 5
- 2005 – Black Star - Greensleeves
- 2004 – Powers Of Creation - Noctune
- 2004 – Untouchable - Togetherness Records
- 2004 – Justice Figh - Nocturne
- 2004 – Wise Man Chant - Black Scorpio
- 2003 – Voice Of Jamaica, vol. 2 - Nocturne
- 2003 – Smoke Free - Bogalusa Records
- 2003 – Judgment Time - 2B1 Records
- 2003 – Street Knowledge - 2B1 Records
- 2002 – Reggae Max
- 2002 – Judgment Time
- 2001 – More Love - AO ! Records
- 2002 – DJ Reggae Showcase
- 1999 – Seven Seals VP Records
- 1997 – Universal Struggle - VP Records
- 1996 – Real Revolutionary / 1996 – So Many Things - Greensleeves
- 1996 – Predator & Prey - Alpha Enterprises

Livealbum
- 2009 – Live On The Battlefield
- 2005 – Live On The Battlefield
- 2002 – Live On The Battlefield

Live DVD
- 2002 – Live DVD

Samlingsalbum
- Chanting Down Babylon (1997, Power Play); live, med Buju Banton
- 2 Strong (1998, Star Trail/VP Records); med Sizzla
- Anthony B & Idren (1998, Jamaican Vibes)
- Anthony B & Friends (1998, Rhino Records)
- Nazarene Vow (1999, Records Factory); med Junior Timba
- 3 Wise Men (1999, J&D); med Sizzla och Luciano
- One Mission (1999, J&D); med Capleton
- Saddle To The East (2001, Brick Wall); med Jah Mason och Steve Machete
- 4 Rebels (2001, VP Records); med Sizzla, Luciano, och Yami Bolo
- The Five Disciples (2001, Penitentiary / Jet Star); med Sizzla, Luciano, Junior Kelly och Capleton
- We Three Kings (2001, AO ! Records); med Sizzla
- We Three Kings (2002, Navarre); med Capleton och Luciano
- Four The Hard Way (2002, City Hall); med Capleton, Sizzla, och Luciano
- Kings Of Zion (2002, Jet Star); med Capleton, Sizzla, och Junior Kelly
- 5 Blazing Fires (2002, Fire Ball); med Admiral Tibbett, Sizzla, Capleton och Michael Fabulous
- Five Disciples Part II (2003, Jet Star); med Capleton, Luciano, Sizzla, och Junior Kelly
- Kings Of Zion vol. 3 (2005, Charm); med Capleton, Sizzla, och Turbulence
- Jah Warriors vol. III (2005, Penitentiary); med Luciano